# Український правопис 1993 року
Украї́нський право́пис 1993 ро́ку — четверта редакція правопису української мови 1946 року та перша, ухвалена за часів незалежності України; чинний та беззмінний протягом 1993—2019 років. У перевиданнях мав дрібні редагування в частині прикладів, щоб усунути невідповідність між правописом та орфографічним словником..Утратив чинність 22 травня 2019 року, коли Кабінет Міністрів України ухвалив нову редакцію правопису, розроблену Українською національною комісією з питань правопису.

## Передумови створення
Під час I Міжнародного конгресу україністів (27.VIII — 3.IX 1991) було прийнято постанову про потребу вироблення єдиного сучасного правопису для українців, що проживають в Україні, так і в діаспорі, який мав би спиратися на весь історичний досвід української мови.
15 червня 1994 року уряд України затвердив склад Української національної комісії з питань правопису при Кабінеті Міністрів. Початковою метою було підготування нової редакції правопису за 2 з половиною роки (до кінця 1996 року), але робота з підготовки оновлених правил значно затягнулася. Остаточно всі напрацьовані пропозиції було передано до Інституту української мови в середині січня 1999 року. Цей проєкт відомий під назвою «Проєкт правопису 1999 року».
Деякі українські видавництва дещо відхилялися від окремих правил у написанні, наприклад, запозичених неологізмів та іноземних власних назв. Так, у багатьох географічних, історичних та художніх книгах вони використовують способи транслітерації (з мов, що використовують латинську абетку), не озираючись на правопис: «А-Ба-Ба-Га-Ла-Ма-Га» (Київ) — у серії книг про Гаррі Поттера; «Астролябія» (Львів) — у серії творів Толкіна («Володар перстенів», «Гобіт», «Діти Гуріна» і «Сильмариліон»); «Літопис» (Львів); «Мапа» (Київ) та енциклопедія УСЕ видавництва «Ірина» (Київ), а також видавництво «Критика». Ці видання передають германські h і g у власних назвах як г й ґ відповідно. За правописом 1993 року «g і h звичайно передаються літерою г» (§ 87 [Архівовано 4 квітня 2016 у Wayback Machine.]).

## Структура правопису 1993 року
Наведено згідно з редакцією правопису від 2015 року.
I. Правопис основи слова
- Літерні позначення звуків (§ 1–20)
- Правопис префіксів (§ 21)
- Правопис суфіксів (§ 22–24)
- Правопис складних слів (§ 25–33)
- Вживання великої літери (букви) (§ 34–40)
- Правила переносу (§ 41–42)
- Знак наголосу (§ 43)

II. Правопис закінчень відмінюваних слів
- Іменник (§ 44–66)
- Прикметник (§ 67–69)
- Числівник (§ 70–72)
- Займенник (§ 73–79)
- Дієслово (§ 80–85)

III. Правопис слів іншомовного походження
- Приголосні (§ 86–89)
- Передача звука j та голосних (§ 90–91)
- Групи приголосних з голосними (§ 92–99)
- Відмінювання слів іншомовного походження (§ 100)

IV. Правопис власних назв (прізвищ)
- Українські прізвища, відмінювання імен і прізвищ (§ 101–105)
- Складні і складені особові імена та прізвища й похідні від них прикметники (§ 106–107)
- Географічні назви (§ 108–114)

V. Найголовніші правила пунктуації (§ 115–125)

## Відомі люди про правопис
Мовознавець, професор Олександра Сербенська вважає, що правопис 1993 мав багато зросійщених норм. Доктор Ірина Фаріон уважає, що станом на червень 2017 року «теперішній правопис — московський сарафан на українському тілі»."
Письменник Юрій Винничук: «Весь світ уживає Атени, а ми — Афіни, як і росіяни… Загальна думка науковців та письменників зараз така: треба повернутися до правопису 1929 року, але модифікувати його відповідно до деяких змін у функціонуванні української мови. І позбутися нарешті кайданків колоніяльного правопису.»